# Julie Edel Hardenberg
Julie Edel Hardenberg (geb. Berthelsen; * 9. März 1971 in Nuuk) ist eine grönländisch-dänische Künstlerin und Autorin.

## Leben
Julie Edel Hardenberg ist die Tochter des Dänen Svend Lybæch und der Grönländerin Kathrine Berthelsen. Sie ist mit dem Beamten Svend Hardenberg verheiratet. Die Archäologin Mari Kleist (* 1974) ist ihre Schwester.
Sie studierte von 1993 bis 1995 an der Kunstschule im finnischen Kokkola, dann bis 1999 an der Kunstakademie im norwegischen Trondheim, wobei sie 1997 ein Auslandssemester an der Kunstschule im englischen Norwich absolvierte, und schloss 2005 ein Kandidatstudium i Kunsttheorie und -vermittlung an der Königlich Dänischen Kunstakademie in Kopenhagen ab. Seit 2022 promoviert sie an der Kunstakademie und der Universität Kopenhagen.
Sie ist Mitglied mehrerer kultureller Ausschüsse. Von 2001 bis 2003 war sie beispielsweise Vorstandsmitglied der grönländischen Künstlervereinigung KIMIK. Von 2001 bis 2004 gehörte sie dem Kulturrat der grönländischen Regierung an. 2003 war sie Mitglied im Kultur- und Architekturentwicklungsrat der Gemeinde Nuuk. Seit 2005 gehört sie dem Präsidium zur Errichtung einer grönländischen Nationalgalerie an.

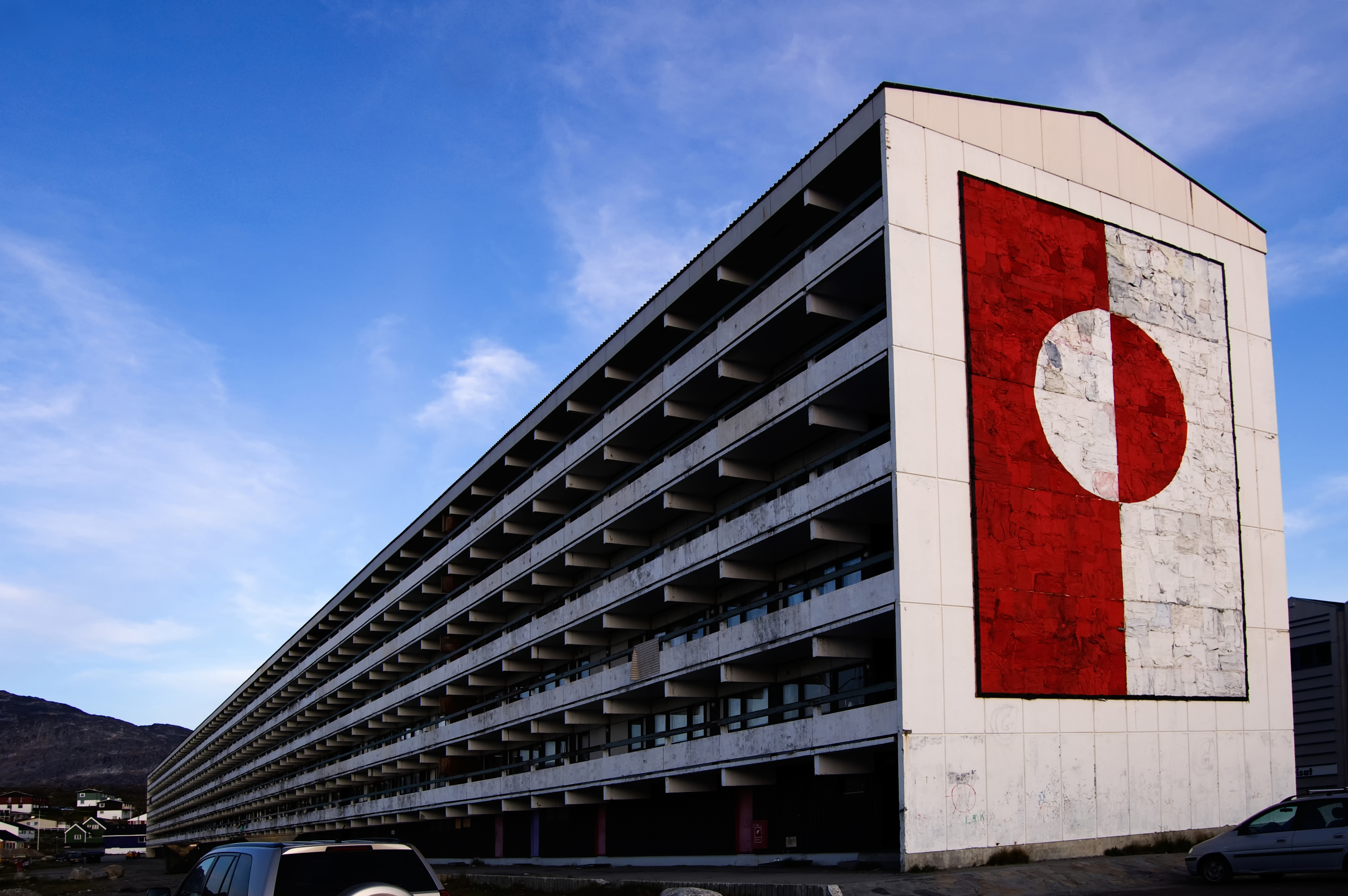
Erfalasorput. Die grönländische Flagge aus Kleidungsstücken an der Fassade des mittlerweile abgerissenen Blok P in Nuuk. Werk von Julie Edel Hardenberg.

Sie ist vor allem als Fotokünstlerin aktiv. Ihre Kunst thematisiert die Identitätsprobleme der Grönländer und die Unterschiede zwischen Grönländern und Dänen. Sie hatte Einzelausstellungen in Grönland, Dänemark und Finnland und konnte ihre Werke zudem in Gruppenausstellungen in Grönland, Dänemark, Norwegen, Schweden, Island, den Färöern, Deutschland, Belgien, Frankreich, der Schweiz, Italien, Russland, Kanada, den USA, China und Japan präsentieren. 2005 wurde sie vom Musée de l’Elysée in Lausanne zu einer der 50 vielversprechendsten jungen Künstler der Welt gekürt. Seit 2006 gestaltet sie Briefmarken für POST Greenland. Zudem hat sie mehrere Bücher veröffentlicht. Ihr Buch The Quiet Diversity wurde 2006 für den Literaturpreis des Nordischen Rates nominiert. Das Buch ABCT erhielt 2008 eine Nominierung für den Kinder- und Jugendliteraturpreis des Westnordischen Rats.

## Bücher
- 2003: Haluu! Hej! Hello!
- 2005: Den stille mangfoldighed/Nipaatsumik assigiinngisitaarneq/The Quiet Diversity
- 2007: ABCT
- 2008: Move on
- 2009: 210609 – Namminersorneq
- 2010: KUUK – Kunst i omegnen af Grønland (Mitautorin)
- 2011: Sapiitsut/Heroes